# Magnus Fyrfalk
Magnus Fyrfalk, tidigare Andersson, född  1966 i Linköping, är frilansjournalist, moderator och diskussionsledare i sitt eget företag Fyrfalk Content AB. 2021 gav han ut boken Den Tidlösa Vägen som är en skildring av hans vandring på El Camino de Santiago de Compostela. Fyrfalk är sedan 2004 även frilansande programpresentatör på Sveriges Television. Han är bosatt på Österlen i Skåne.  
Han är utbildad på Dramatiska Institutet och på Poppius journalistskola. 